# Lesly Arce
Lesly Poleth Arce Morales (ur. 23 maja 1997) – ekwadorska zapaśniczka walcząca w stylu wolnym. Brązowa medalistka igrzysk boliwaryjskich w 2017 roku.